# Serie C 2015-2016 (hockey su ghiaccio)
La Serie C 2016-2017 è stato il terzo ed ultimo livello del Campionato italiano di hockey su ghiaccio giocato nella stagione 2015-2016. Il campionato era organizzato dai comitati regionali della FISG di Lombardia, Piemonte e Valle d'Aosta.

## Squadre
Le squadre iscritte sono state le medesime della stagione precedente.
| Ambrosiana        | Lombardia   | Milano                  |
| Aosta Gladiators  | Val D'Aosta | Aosta                   |
| Diavoli Rossoneri | Lombardia   | Sesto San Giovanni (MI) |
| Pinerolo          | Piemonte    | Pinerolo (TO)           |
| Real Torino       | Piemonte    | Torino                  |
| Torino Bulls      | Piemonte    | Torino                  |

## Formula
Le squadre si sono affrontate in un girone di andata e ritorno. Tra la disputa dell'andata e quella del ritorno viene giocato un ulteriore girone di sola andata, valido sia per l'assegnazione della Coppa dei Comitati che ai fini del campionato. Al termine della stagione regolare, le prime 4 classificate si sono qualificate per i play-off.
Le semifinali e la finale si sono giocate in gara unica.

## Stagione regolare

### Classifica del campionato
La classifica al termine del girone di andata e ritorno fu la seguente:
| Pos. | Squadra           | Pt | G  | V | VOT | POT | P  | GF | GS |
| ---- | ----------------- | -- | -- | - | --- | --- | -- | -- | -- |
| 1.   | Pinerolo          | 23 | 8  | 7 | 1   | 0   | 0  | 64 | 23 |
| 2.   | Real Torino       | 21 | 9  | 7 | 0   | 0   | 2  | 40 | 32 |
| 3.   | Aosta Gladiators  | 19 | 10 | 6 | 0   | 1   | 3  | 62 | 37 |
| 4.   | Diavoli Rossoneri | 12 | 9  | 4 | 0   | 0   | 5  | 34 | 42 |
| 5.   | Torino Bulls      | 12 | 10 | 3 | 0   | 0   | 7  | 32 | 54 |
| 6.   | Ambrosiana        | 0  | 10 | 0 | 0   | 0   | 10 | 15 | 59 |

### Classifica Coppa dei Comitati
Gli Aosta Gladiators si sono aggiudicati la Coppa dei Comitati:
| Pos. | Squadra           | Pt | G | V | VOT | POT | P  | GF | GS |
| ---- | ----------------- | -- | - | - | --- | --- | -- | -- | -- |
| 1.   | Aosta Gladiators  | 15 | 5 | 5 | 0   | 0   | 0  | 36 | 12 |
| 2.   | Pinerolo          | 12 | 5 | 4 | 0   | 0   | 1  | 33 | 15 |
| 3.   | Diavoli Rossoneri | 6  | 5 | 2 | 0   | 0   | 3  | 16 | 25 |
| 4.   | Real Torino       | 6  | 5 | 2 | 0   | 0   | 3  | 16 | 19 |
| 5.   | Torino Bulls      | 3  | 5 | 1 | 0   | 0   | 7  | 32 | 54 |
| 6.   | Ambrosiana        | 3  | 5 | 1 | 0   | 0   | 10 | 15 | 59 |

### Classifica complessiva
| Pos. | Squadra           | Pt | G  | V  | VOT | POT | P  | GF | GS |
| ---- | ----------------- | -- | -- | -- | --- | --- | -- | -- | -- |
| 1.   | Pinerolo          | 35 | 13 | 11 | 1   | 0   | 1  | 97 | 39 |
| 2.   | Aosta Gladiators  | 34 | 15 | 11 | 0   | 1   | 3  | 98 | 49 |
| 3.   | Real Torino       | 27 | 14 | 9  | 0   | 0   | 5  | 65 | 53 |
| 4.   | Diavoli Rossoneri | 18 | 14 | 6  | 0   | 0   | 8  | 52 | 81 |
| 5.   | Torino Bulls      | 12 | 15 | 4  | 0   | 0   | 11 | 45 | 88 |
| 6.   | Ambrosiana        | 3  | 15 | 1  | 0   | 0   | 14 | 29 | 81 |

Note:
I due incontri del Pinerolo con Real Torino e Diavoli Rossoneri non sono stati recuperati

## Play-off

### Tabellone
|  | Semifinali | Semifinali        | Semifinali |             |    | Finale   | Finale | Finale |  |
|  |            |                   |            |             |    |          |        |        |  |
|  | 1          | Pinerolo          | 6          |             |    |          |        |        |  |
|  | 1          | Pinerolo          | 6          |             |    |          |        |        |  |
|  | 4          | Diavoli Rossoneri | 3          |             |    |          |        |        |  |
|  | 4          | Diavoli Rossoneri | 3          |             | 1  | Pinerolo | 2      |        |  |
|  |            |                   |            |             | 1  | Pinerolo | 2      |        |  |
|  |            |                   | 3          | Real Torino | 3‡ |          |        |        |  |
|  | 2          | Aosta Gladiators  | 3          | Real Torino | 3‡ | 2        |        |        |  |
|  | 2          | Aosta Gladiators  |            |             |    |          |        |        |  |
|  | 3          | Real Torino       | 3†         |             |    |          |        |        |  |

Legenda:
†: partita terminata ai tempi supplementari; ‡: partita terminata ai tiri di rigore

### Finale
| Arbitri: | Mauro Scanacapra Mauro Costa |

|  |                |  |
|  | Shootout 0 – 2 |  |